# Уильямс, Шейн
Шейн Марк Уильямс (англ. Shane Mark Williams, род. 26 февраля 1977, Суонси, Уэльс, Великобритания) — игрок сборной Уэльса по регби.
Провёл за Уэльс 73 игры, занёс 51 попытку (лидер сборной по этому показателю), этот результат — третий в мировой истории.
Обладая не самыми внушительными габаритами для регби (рост 1,70 м, вес 80 кг), является одним из быстрейших игроков мира, а природная проворность делает его практически неуловимым.

## Награды и достижения
- Обладатель Кубка шести наций 2005 и 2008 годов.
- Входил в состав суперсборной British and Irish Lions 2005 и 2009 годов.
- В 2008 году был выбран «игроком года по версии IRB».